# Брёггер, Вальдемар Кристофер
Вальдемар Кристофер Брёггер (норв. Waldemar Christofer Brøgger; 10 ноября 1851 — 17 февраля 1940) — норвежский геолог, минералог и петрограф. Первым в петрографии ввёл понятия лейкократовых (с доминированием бесцветных компонентов) и меланократовых (с доминированием цветных компонентов) пород. В его честь назван минерал бреггерит.
Член Норвежской академии наук (1885), иностранный член Лондонского королевского общества (1902), Национальной академии наук США (1903), Парижской академии наук (1923; корреспондент с 1904), иностранный член-корреспондент Петербургской академии наук (1898) и почётный член Академии наук СССР (1930). 

## Биография
Вальдемар Кристофер Брёггер получил образование в родном городе. В 1876 году был назначен куратором геологического музея в Христиании, участвовал в полевых исследованиях. Брёггер был профессором минералогии и геологии с 1881 по 1890 год в Стокгольмском университете, а с 1890 года — в университете Христиании. Затем он стал ректором и президентом сената королевского университета Христиании.
Его работы по магматическим породам Южного Тироля и сравнению с аналогичными в Христиании несли в себе много информации о дифференциации (химическом расщеплении) магмы и соотношении гранитовых пород и базальтовых лав. Особенно большое внимание им было уделено дифференциации типов пород в процессе затвердевания и глубинным и вулканическим породам из магмы в частности. Он занимался также палеозойскими породами Норвегии и породами возраста конца ледникового периода и послеледникового уровня изменения в районе Христиании.
Имел почётные степени доктора философии от Гейдельбергского университета и университета Глазго.

## Награды
- Медаль Мурчисона (1891)
- Медаль Волластона (1911)
- Медаль Гуннеруса[англ.] (1927)

## Избранная библиография
- «Die Mineralien der Syenitpegmatitgänge der südnorwegischen Augit- und Nephelinsyenite» («Zeitschr. f. Krystallographie u. Mineralogie», 1890, 16, 898 стр. с 29 табл.)
- «Die Eruptivgesteine des Kristianiagebietes» (на норвежском языке, I, 1894, II, 1895 и III, 1898).